# Cantó de Rians
El cantó de Rians és un cantó francès del departament de la Var, situat al districte de Brinhòla. Té sis municipis i el cap és Rians.

## Municipis
- Artiga
- Ginacèrvias
- Rians
- Sant Julian lo Montanhier
- La Verdièra
- Vinon de Verdon

## Història
| Data d'elecció                           | Identitat       | Partit | Qualitat |
| ---------------------------------------- | --------------- | ------ | -------- |
| 1967-1973                                | M. Decorme      | PS     |          |
| 1973-1999                                | Maurice Janetti | PS     |          |
| 1999-                                    | Guy Lombard     | PS     |          |
| les dades anteriors no són pas conegudes |                 |        |          |
|                                          |                 |        |          |

| 1962  | 1968  | 1975  | 1982  | 1990  | 1999  | 2006   |
| ----- | ----- | ----- | ----- | ----- | ----- | ------ |
| 3.716 | 4.745 | 5.102 | 6.117 | 8.290 | 9.776 | 12.454 |